# Associazione Sportiva Taranto 1929-1930
Questa pagina raccoglie i dati riguardanti l'Associazione Sportiva Taranto nelle competizioni ufficiali della stagione 1929-1930.

## Stagione
Stagione conclusa con il nono posto in classifica, bilanciata tra alti e bassi con il merito del miglior attacco stagionale ed il demerito di non vincere neanche una partita in trasferta. Da questa stagione, lo stadio del rione Corvisea fu ribattezzato Stadio del Littorio.

## Organigramma societario
Area direttiva
- Presidente: Francesco Ruggieri, poi Armentani
- Segretario: Emanuele Carone

Area tecnica
- Allenatore: Commissione tecnica, dall'8 febbraio Antonio Powolny

Area sanitaria
- Massaggiatore: Giovanni Greco

## Rosa
| N. |                   | Ruolo | Calciatore        |
| -- | ----------------- | ----- | ----------------- |
|    | Italia (bandiera) | P     | Luca Fortiguerra  |
|    | Italia (bandiera) | P     | Franco Gianese    |
|    | Italia (bandiera) | P     | Guglielmo Pieri   |
|    | Italia (bandiera) | D     | Vito Arzeni       |
|    | Italia (bandiera) | D     | Mario Gallinotti  |
|    | Italia (bandiera) | D     | Aldo Grillo       |
|    | Italia (bandiera) | D     | Moleri            |
|    | Italia (bandiera) | D     | Federico Rambaldi |
|    | Italia (bandiera) | D     | Valente           |
|    | Italia (bandiera) | C     | Vito Carenza      |

| N. |                   | Ruolo | Calciatore           |
| -- | ----------------- | ----- | -------------------- |
|    | Italia (bandiera) | C     | Giuseppe Cornara     |
|    | Italia (bandiera) | C     | Nicola De Lorenzo    |
|    | Italia (bandiera) | C     | Carlo Di Donna       |
|    | Italia (bandiera) | C     | Giuseppe Friuli (II) |
|    | Italia (bandiera) | C     | Francesco Mazzoleni  |
|    | Italia (bandiera) | A     | Martino Castellano   |
|    | Italia (bandiera) | A     | Fortunato Montaldo   |
|    | Italia (bandiera) | A     | Salvatore Perrucci   |
|    | Italia (bandiera) | A     | Giovanni Rebolino    |
|    | Italia (bandiera) | A     | Aurelio Sculto       |

## Risultati

### Prima Divisione

#### Girone d'andata
| Macerata 6 ottobre 1929 | Macerata            | 0 – 0 | Taranto | Stadio della Vittoria\| Arbitro: \| Tassinari (Firenze) \| |
| Arbitro:                | Tassinari (Firenze) |       |         |                                                            |

| Arbitro: | Ganone (Ferrara) |

|  |           |                |
|  | Marcatori | 75’ Colombetti |

| Arbitro: | Brighenti (Milano) |

|                                              |           |                                        |
| Cornara 10’, 20’ De Lorenzo 15’ Montaldo 80’ | Marcatori | 25’ Costa 60’ Panocchetti 65’ Amendola |

| Arbitro: | Romano (Castellammare di Stabia) |

|                                |           |                    |
| Sassetti 2’ Latella 59’ (rig.) | Marcatori | 85’ (rig.) Valente |

| Arbitro: | Sassi (Roma) |

|                              |           |                                  |
| Moleri 12’ (aut.) Vecchi 36’ | Marcatori | 7’ Castellano 85’ (aut.) Maniero |

| Arbitro: | Tagliabue (Milano) |

|                                     |           |  |
| Montaldo 15’ Cornara 55’ Sculto 65’ | Marcatori |  |

| Arbitro: | Sansoni (Venezia) |

|                           |           |                |
| Bussich 15’ Maddaluno 58’ | Marcatori | 13’ Castellano |

| Arbitro: | Mazzarini (Roma) |

|              |           |  |
| Montaldo 65’ | Marcatori |  |

| Arbitro: | Corradini (Bologna) |

|                                       |           |                       |
| De Lorenzo 10’ Montaldo 20’, 39’, 42’ | Marcatori | 15’ Savelli 70’ Motta |

| Lanciano 15 dicembre 1929                                                                            | Virtus Lanciano | 4 – 2                   | Taranto | Stadio dei Cinque Pini |
| \| \| \| \| \| Ricciuti 7’ Costa 12’ Cavani 17’ Righi 27’ \| Marcatori \| 72’ Sculto 89’ Montaldo \| |                 |                         |         |                        |
| |                 |                         |         |                        |
| Ricciuti 7’ Costa 12’ Cavani 17’ Righi 27’                                                           | Marcatori       | 72’ Sculto 89’ Montaldo |         |                        |

| Arbitro: | Biancone (Roma) |

|                            |           |                 |
| Montaldo 2’ De Lorenzo 40’ | Marcatori | 57’, 75’ Macchi |

| Arbitro: | Sani (Ferrara) |

|              |           |                                             |
| Rebolino 37’ | Marcatori | 33’ Del Cittadino 43’ Nigiotti 85’ Scioscia |

| Arbitro: | Benvignati (Roma) |

|                              |           |                |
| Monti 4’ (rig.) Pagliari 86’ | Marcatori | 23’ Castellano |

| Arbitro: | Bertiato (Venezia) |

|                                           |           |               |
| Valente 13’ Montaldo 56’, 86’ Carenza 80’ | Marcatori | 90’ Cazzaniga |

#### Girone di ritorno
| Arbitro: | Ferrorelli (Napoli) |

|                                         |           |             |
| Sculto 37’ Carenza 61’ Cornara 68’, 79’ | Marcatori | 45’ Filippi |

| Nocera Inferiore 16 febbraio 1930                                                                 | Nocerina  | 4 – 2               | Taranto | Stadio Piazza d'Armi |
| \| \| \| \| \| Bertagni 15’, 31’ Brindisi 40’ Accarino 87’ \| Marcatori \| 10’, 75’ Castellano \| |           |                     |         |                      |
|                                                                                                   |           |                     |         |                      |
| Bertagni 15’, 31’ Brindisi 40’ Accarino 87’                                                       | Marcatori | 10’, 75’ Castellano |         |                      |

| Arbitro: | Mazzini (Bologna) |

|                           |           |              |
| Carotenuto 35’ Armadi 75’ | Marcatori | 14’ Montaldo |

| Arbitro: | Actis (Torino) |

|                          |           |                         |
| Montaldo 60’ Cornara 86’ | Marcatori | 43’ Corallo 70’ Cordera |

| Arbitro: | Gonani (Ravenna) |

|                                           |           |  |
| Arzeni 17’ Montaldo 29’, 80’ Perrucci 89’ | Marcatori |  |

| Cagliari 23 marzo 1930 | Cagliari                    | 0 – 0 | Taranto | Stadio di Via Pola\| Arbitro: \| Ciamberlini (Sampierdarena) \| |
| Arbitro:               | Ciamberlini (Sampierdarena) |       |         |                                                                 |

| Arbitro: | Carletti (Napoli) |

|                                                            |           |             |
| Arzeni 7’ De Lorenzo 8’, 20’, 53’ Montaldo 24’ Carenza 61’ | Marcatori | 69’ Romboli |

| Acquaviva delle Fonti 13 aprile 1930 | Acquavivese   | 0 – 0 | Taranto | Campo Sportivo\| Arbitro: \| Scarpi (Dolo) \| |
| Arbitro:                             | Scarpi (Dolo) |       |         |                                               |

| Napoli 20 aprile 1930                                      | Vomero    | 1 – 1        | Taranto | Stadio XXVIII Ottobre |
| \| \| \| \| \| Ranelli 37’ \| Marcatori \| 52’ Montaldo \| |           |              |         |                       |
|                                                            |           |              |         |                       |
| Ranelli 37’                                                | Marcatori | 52’ Montaldo |         |                       |

| Arbitro: | Cugnini (Ancona) |

|                                                                               |           |  |
| Castellano 16’ De Lorenzo 46’, 75’ Perrucci 53’, 70’ (rig.) Dogani 60’ (aut.) | Marcatori |  |

| Arbitro: | De Crescenzo (Napoli) |

|                                           |           |                  |
| Lumia 26’ Pinasco 46’ Zavaroni 80’ (rig.) | Marcatori | 67’, 75’ Cornara |

| Arbitro: | Biancone (Roma) |

|                                |           |  |
| Radice 68’ (rig.) Scioscia 80’ | Marcatori |  |

| Arbitro: | Malagodi (Ferrara) |

|                                                                                         |           |  |
| Perrucci 5’, 58’, 85’ Arzeni 38’ (rig.), 65’ Rebolino 54’, 56’ Cornara 73’ Montaldo 89’ | Marcatori |  |

| Arbitro: | Garberini (Rapallo) |

|                                          |           |             |
| Adinolfi 2’, 22’ Cazzaniga 59’ Manzo 64’ | Marcatori | 81’ Cornara |

## Statistiche

### Statistiche di squadra
| Competizione    | Punti | In casa | In casa | In casa | In casa | In casa | In casa | In trasferta | In trasferta | In trasferta | In trasferta | In trasferta | In trasferta | Totale | Totale | Totale | Totale | Totale | Totale | Q.R. |
| Competizione    | Punti | G       | V       | N       | P       | Gf      | Gs      | G            | V            | N            | P            | Gf           | Gs           | G      | V      | N      | P      | Gf     | Gs     | Q.R. |
| --------------- | ----- | ------- | ------- | ------- | ------- | ------- | ------- | ------------ | ------------ | ------------ | ------------ | ------------ | ------------ | ------ | ------ | ------ | ------ | ------ | ------ | ---- |
| Prima Divisione | 27    | 14      | 10      | 2       | 2       | 50      | 16      | 14           | 0            | 5            | 9            | 14           | 28           | 28     | 10     | 7      | 11     | 64     | 44     | +20  |

### Statistiche dei giocatori
| Giocatore      | Prima Divisione | Prima Divisione |
| Giocatore      | Presenze        | Reti            |
| -------------- | --------------- | --------------- |
| V. Arzeni      | 26              | 4               |
| V. Carenza     | 23              | 3               |
| M. Castellano  | 20              | 6               |
| G. Cornara     | 16              | 10              |
| N. De Lorenzo  | 16              | 8               |
| C. Di Donna    | 1               | 0               |
| L. Fortiguerra | 7               | -11             |
| G. Friuli (II) | 27              | 0               |
| M. Gallinotti  | 5               | 0               |
| F. Gianese     | 9               | -14             |
| A. Grillo      | 6               | 0               |
| F. Mazzoleni   | 14              | 0               |
| Moleri         | 13              | 0               |
| F. Montaldo    | 22              | 17              |
| S. Perrucci    | 15              | 6               |
| G. Pieri       | 12              | -19             |
| F. Rambaldi    | 14              | 0               |
| G. Rebolino    | 7               | 3               |
| A. Sculto      | 20              | 3               |
| Valente        | 27              | 2               |